# Niederdreisbach (Much)
Niederdreisbach ist ein Ortsteil der Gemeinde Much im Rhein-Sieg-Kreis.

## Lage
Niederdreisbach liegt im auf den Hängen des Bergischen Landes. Nachbarorte sind Oberdreisbach im Norden, Strießhardt im Osten, Ortsiefen im Südosten und Marienfeld im Südwesten.

## Geschichte
Niederdreisbach wurde 1503 erstmals urkundlich erwähnt.
1901 hatte der Weiler 49 Einwohner. Dies waren die Familien Heinrich Josef, Joh. Martin und Peter Josef Diedrichs, Philipp Haas, Witwe Peter Josef Heimann, Franz Josef Höhner, Philipp Höller, Gerhard Ludwig, Gerhard Schlimbach sowie Joh. und Wilhelm Thelen. Bis auf den Maurer Höhner und den Dachdecker Höller waren alle Ackerer.
1926 wurde im Dorf eine Trinkwasserversorgung in Betrieb genommen.
Im Zweiten Weltkrieg starben neun Dorfbewohner.